# Gino Lucetti

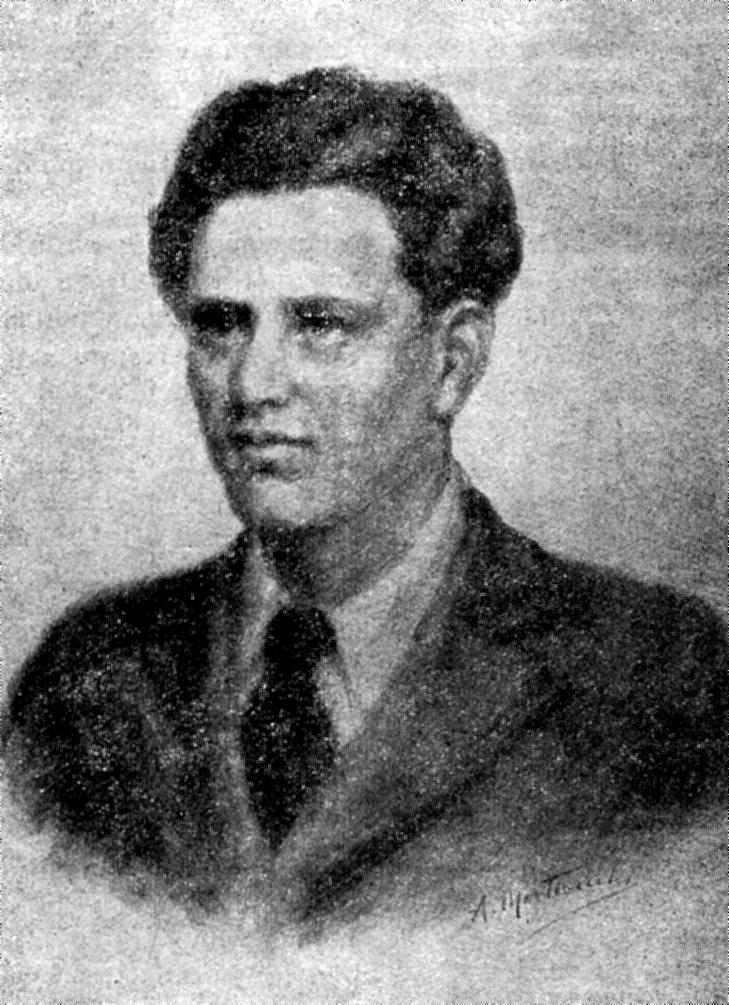
Gino Lucetti

Gino Lucetti (* 31. August 1900 in Carrara; † 17. September 1943 in Ischia) war ein italienischer Anarchist.
Er wurde im Ortsteil Avenza der Stadt Carrara geboren. Nachdem er im Alter von zehn Jahren seinen Vater, einen Steinmetz, verlor, musste er in den Marmorsteinbrüchen von Carrara arbeiten. Im Ersten Weltkrieg diente er bei den Sturmtruppen. Nach dem Krieg entwickelte er antifaschistische und anarchistische Ansichten, wanderte nach Marseille in Frankreich aus und kehrte in den 1920er Jahren nach Italien zurück.
Am 11. September 1926 warf er auf dem Platz vor der Porta Pia in Rom eine Bombe auf das Auto, in dem Benito Mussolini saß. Der Sprengsatz prallte jedoch vom Verdeck ab, explodierte auf dem Boden und verletzte einige Passanten. Mussolini, der seit 1922 mehrere Ministerien bekleidete und sich als Duce immer mehr zum Diktator entwickelte, blieb unverletzt und beschuldigte die französische Regierung der übertriebenen Toleranz gegenüber antifaschistischen Aktivisten. Im darauf folgenden Prozess wurde Lucetti am 11. Juni 1927 zu 30 Jahren Gefängnis verurteilt.
Am 11. September 1943 wurde er von den Alliierten, die kurz zuvor in Neapel einmarschiert waren, aus dem Gefängnis auf der Insel Santo Stefano befreit und auf die Insel Ischia gebracht, wo er wenige Tage später bei einem deutschen Bombenangriff zu Tode kam. Er liegt in Carrara auf einem Ehrenfriedhof zusammen mit anderen anarchistischen Kämpfern begraben, darunter Giuseppe Pinelli (1928–1969) und Gogliardo Fiaschi (1930–2000). Die bis zum Ende des Zweiten Weltkriegs im Raum Carrara operierende italienische Partisanengruppe Battaglione Gino Lucetti nutzte seinen Namen als Identifikationssymbol.